# Звавич, Исаак Семёнович
Исаак Семёнович (Самуилович) Звавич (21 апреля (4 мая) 1904, Одесса — 16 мая 1950, Ташкент) — советский дипломат и историк-англовед, специалист по истории Великобритании и Британского Содружества, а также по экономической географии.

## Биография
Родился 21 апреля (по старому стилю) 1904 года в Одессе в семье винницкого мещанина Самуила Мойшевича Звавича (1875—?) и Елены Ицковны Звавич (в девичестве Раскиной, 1876—?), из могилёв-подольских мещан, заключивших брак там же 1 июня 1903 года. В 1922 году поступил на дипломатическую службу, с 1924 по 1927 год работал консультантом советского торгпредства в Великобритании, одновременно обучаясь на экономическом факультете Лондонского университета, который окончил в 1926 году. 
С 1928 года преподавал в различных вузах Москвы: в 1930—1934 годах в МГПИИЯ, в 1934—1941 годах в МГПИ им. В. И. Ленина, в 1940—1949 годах — профессор кафедры новой истории исторического факультета МГУ, одновременно преподавал в 1944—1949 годах в Высшей дипломатической школе и в 1946—1949 годах — в Академии общественных наук при ЦК ВКП(б). 
В 1932—1937 годах — старший научный сотрудник ИМХиМП, в 1938 году получил учёное звание профессора по кафедре экономической географии, читал курс «Англия и доминионы». 
В 1945 году вступил в ВКП(б). 
К середине 1940-х годов в основном подготовил докторскую диссертацию «Дипломатическая история Отечественной войны 1812 года», но завершить этот труд не успел.
С 1949 года преследовался как космополит за дружеские связи с британским лейбористом Г. Ласки и недостаточную критику английского империализма в своих работах; был отстранён от преподавания и вынужден уехать в Ташкент, где и скончался.

## Научная деятельность
Исследования Звавича в основном посвящены истории Англии, а также новой и новейшей историографии, экономической географии, колониальной политике и международным отношениям. В период Второй мировой войны написал несколько антинацистских публицистических сочинений. В 1942 году был принят в  Союз писателей СССР как переводчик и публицист.

### Наиболее известные работы
- Восстание 14 декабря и английское общественное мнение // «Печать и революция», 1925, кн. 8;
- Южный манор в XII—XVI столетиях. Л., 1934;
- Англия // Обнищание пролетариата в капиталистических странах. М., 1936;
- Гитлер, Геринг, Геббельс, Гиммлер — людоеды XX в. М., 1941 (переиздание — Казань, 1942);
- Историография внешней политики Великобритании в её новейших представителях // «Вопросы истории», 1947, № 2;
- История английского рабочего движения в трудах Веббов и их школы // «Вопросы истории», 1947, № 11;
- Политическая и экономическая география зарубежных стран / под ред. Н. В. Тарасенко. М., 1947;
- Лейбористская партия Англии, её программа и политика. M., 1947;
- Фашистская «геополитика» на службе у англо-американского империализма. М. 1948.

## Семья
- Первая жена  — Анна Бенедиктовна Катловкер, сотрудник кафедры иностранных языков Московского станкоинструментального института, автор «Учебного пособия для специальности "Станки"» (с М. Ю. Владыкиной, М.: Московский станкоинструментальный институт, 1962), «Учебного пособия для специальности "Штампы"» (с Г. В. Кулаковой, там же, 1962); дочь издателя Б. А. Катловкера. 
  - Сын — Андрей Исаакович Звавич (род. 1930) — историк, доктор исторических наук[9].
- Вторая жена (с 1943 года до конца жизни) — Ирина Петровна Звавич.
  - Сыновья:
    - Леонид Исаакович Звавич (1945—2024) — математик, народный учитель РФ, автор множества учебных пособий;
    - Виктор Исаакович Звавич (род. 1949) — историк, источниковед, редактор энциклопедических словарей-справочников, полиглот (читает и переводит с 18 иностранных языков, изучал латынь и древнерусский), старший научный сотрудник Всероссийского НИИ документоведения и архивного дела[10].